# Дэцин (Гуандун)
Дэци́н (кит. упр. 德庆, пиньинь Déqìng) — уезд городского округа Чжаоцин провинции Гуандун (КНР).

## История
После того, как империя Хань завоевала Намвьет, в 111 году до н.э. был создан уезд Дуаньси (端溪县). Во времена империи Цзинь в 280 году из уезда Дуаньси был выделен уезд Юаньси (元溪县), а в 351 году был создан Цзиньканский округ (晋康郡), власти которого разместились в уезде Юаньси. В эпоху Южных и северных династий, когда эти земли находились в составе южной империи Лян, уезд Юаньси был вновь присоединён к уезду Дуаньси. После объединения китайских земель в составе империи Суй Цзиньканский округ был в 589 году расформирован, а уезд Дуаньси вошёл в состав Дуаньчжоуской области (端州).
После смены империи Суй на империю Тан из Дуаньчжоуской области была в 622 году выделена Наньканская область (南康州), через несколько лет переименованная в Канчжоускую область (康州); областные власти разместились в уезде Дуаньси. 
Во времена империи Сун наследник престола Чжао Гоу получил в 1121 году титул «Канский князь» (康王). После того, как он в 1127 году занял трон, Канчжоуская область получила статус «бывшей резиденции наследника престола», а в 1131 году поднята в статусе до управы, и стала Дэцинской управой (德庆府).
После монгольского завоевания и образования империи Юань Дэцинская управа стала в 1279 году Дэцинским регионом (德庆路). После свержения власти монголов и основания империи Мин Дэцинский регион вновь стал в 1368 году Дэцинской управой, но в 1376 году она была понижена в статусе и стала Дэцинской областью (德庆州); уезд Дуаньси был при этом расформирован, а его земли перешли под прямое управление областных властей. 
После Синьхайской революции в Китае была проведена реформа структуры административного деления, в ходе которой области были упразднены, и поэтому в 1912 году Дэцинская управа была преобразована в уезд Дэцин.
После вхождения этих мест в состав КНР был образован Специальный район Сицзян (西江区专), и уезд вошёл в его состав. В 1952 году Специальный район Сицзян был расформирован, и уезд перешёл в состав Административного района Юэчжун (粤中行政区). В конце 1955 года было принято решение о расформировании Административных районов, и в 1956 году уезд вошёл в состав нового Специального района Гаояо (高要专区). В декабре 1959 года Специальный район Гаояо был переименован в Специальный район Цзянмэнь (江门专区). В 1961 году Специальный район Цзянмэнь был переименован в Специальный район Чжаоцин (肇庆专区). В 1970 году Специальный район Чжаоцин был переименован в Округ Чжаоцин (肇庆地区).
Постановлением Госсовета КНР от 7 января 1988 года округ Чжаоцин был преобразован в городской округ.

## Административное деление
Уезд делится на 1 уличный комитет и 12 посёлков.